# Sickershausen
Sickershausen ist ein Stadtteil der Großen Kreisstadt Kitzingen. Diese gehört zum Regierungsbezirk Unterfranken und liegt im Bundesland Bayern.

## Geografie

### Geografische Lage
Der Stadtteil liegt ca. 5 km südlich des Kitzinger Stadtzentrums, am von Mainbernheim kommenden Sickersbach, dessen Nebenlauf Franzosengraben und am Fuß des Kitzinger Klettenbergs.

### Nachbargemeinden
- Marktsteft
- Mainbernheim

### Naturräumliche Lage
Naturräumlich hat Sickershausen Anteil an der Mainbernheimer Ebene im Steigerwaldvorland. Sie zeichnet sich durch flachwellige Flusstäler und übersandete Lettenkeuperböden aus.

## Geschichte

### Ortsname
Zur Zeit der Fränkischen Landnahme, am Ende der Völkerwanderungszeit dürfte der Ort Sickershausen seinen Anfang genommen haben. Dies lässt sich aus den Bestandteilen Sicker und –hausen ableiten. Der erste Bezeichnung Sicker entstand aus Siegher oder Sieghart. Die Endung –hausen bedeutet bei den Häusern. Durch den Zusatz des Besitzers war der Ort eindeutig bestimmbar als bei den Häusern des Siegher.: 11

### Ortsgeschichte
Ortsnamen wurden oft zufällig schriftlich belegt, wenn der Ort in Verbindung mit einem Rechtsgeschäft in einer Urkunde festgehalten wurde. Dies geschah für Sickershausen am 27. Juni 1225: 12 in einem Vertrag zwischen König Heinrich VII und Bischof Hermann von Würzburg. 1275 fungierte Cunrado de Sickershausen als Zeuge eines Verkaufs von Bischof Bertold und ebenso 1316 Bruder Cunnrat von Sickershausen bei Albrecht von Hohenlohe.:12 Vermutlich waren die Herren von Sickershausen hohenlohische Ministerialen. Die Hohenlohe-Brauneck verpfändeten den Ort an die Grafen von Castell. Gottfried von Brauneck konnte ihn am 5. Juli 1340 wieder zurückkaufen. Am 13. Oktober 1448 erwarb Markgraf Albrecht Achilles Sickershausen als eines der Sechs Maindörfer, zusammen mit Gnodstadt, Martinsheim, Marktsteft, Oberickelsheim, Obernbreit und Enheim für 24.000 Gulden. Wütende Bauern brandschatzten und richteten im Dorf 1525 große Zerstörungen an. In einer der ersten Ortschaften führte Georg von Brandenburg-Ansbach 1528 dort die Reformation ein. Mehrere schwere Heimsuchungen trafen in der Folgezeit die Ortschaft. Im Dreißigjährigen Krieg sowie durch Hungersnöte und die Pest wurde der Ort bis auf 18 Bürger entvölkert.: 26 Erneut litt die Bevölkerung 1673 unter Plünderungen und blinder Zerstörungswut von Franzosen und Kaiserlichen. Auch die Kirche wurde nicht verschont, so dass alle kirchlichen Aufzeichnungen aus dieser Zeit verloren sind.: 26 – 29 Nach langer brandenburgischer Herrschaft fiel Sickershausen 1792 an Preußen. Im Vertrag von 1806 zwischen Frankreich und Preußen wurde das Fürstentum Ansbach an Frankreich abgetreten. 1806 kam die Ortschaft als Dank für „wohlwollendes Verhalten“ schließlich zu Bayern.: 30
Von besonderer Bedeutung für die Entwicklung der Gemeinde war der Anschluss an die Bahnstrecke Fürth–Würzburg, die den Sickershäuser Ortsrand berührt (1843). Sickershausen blieb bis 1982 Haltepunkt an der Strecke.
Seit der Gemeindegebietsreform, die am 1. Januar 1975 in Kraft trat, ist Sickershausen ein Ortsteil von Kitzingen.

### Bevölkerungsentwicklung
| Jahr      | 1861 | 1864 | 1900 | 1925 | 1950 | 2000 | 2010 | 2015 | 2021 |
| --------- | ---- | ---- | ---- | ---- | ---- | ---- | ---- | ---- | ---- |
| Einwohner | 565  | 605  | 620  | 750  | 840  | 910  | 940  | 980  | 1110 |

## Politik

### Stadträte
Nina Grötsch (CSU), Christa Büttner und Klaus Sanzenbacher (GRÜNE), vertreten als Stadträte den Stadtteil Sickershausen im Kitzinger Stadtrat.

### Wappen
| | Blasonierung: „Durch einen schrägt links gestellten durchgehenden Pilgerstab geteilt von Rot und Schwarz; oben eine silberne Muschel, unten ein sechsstrahliger Stern.“ |
| Wappenbegründung: Ein Gerichtssiegel aus dem 17. Jh. zeigt einen Wallfahrer mit Pilgerstab und Muschel. Diese Darstellung fußt auf einer seit dem 16. Jahrhundert nachweisbare Marienwallfahrt. Die Pilgersymbole sowie das Marienattribut, der Stern, fanden im Wappen Eingang. Auf die Herrschaft der Markgrafen von Ansbach deutet die Farbgebung Weiß – Schwarz, auf das Hochstift Würzburg die Farben Weiß – Rot hin. | |

## Kultur und Sehenswürdigkeiten

### Sehenswürdigkeiten

#### Rathaus

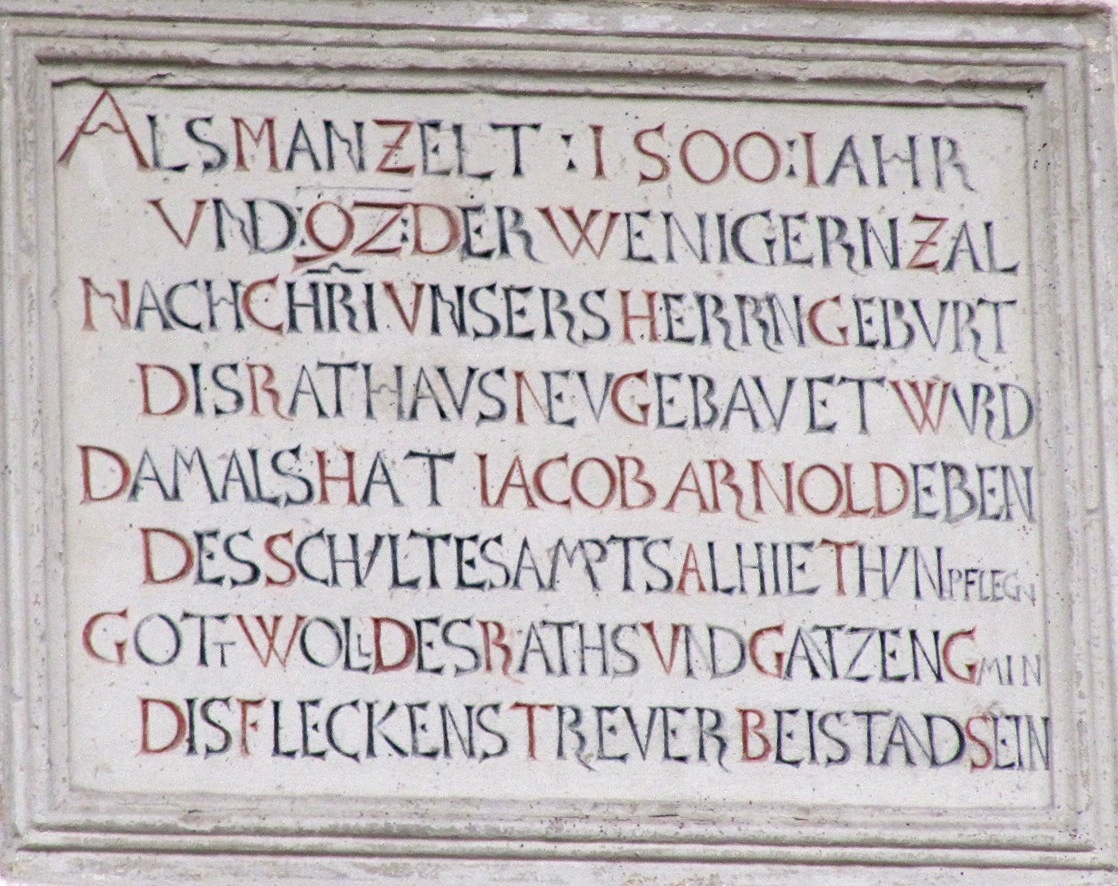
Gründungstafel am Rathaus

Ursprünglich war das Rathaus neben der Dorfkirche Teil der Kirchenburg. Im Jahr 1592 erfolgte der Bau unter Schultheiß Arnold. Das Fachwerk des ältesten Gebäudes im Ort konnte 1948 freigelegt werden. Im Ratssaal gibt es eine spätgotische Holzdecke und einen Tisch mit Schieferplatte von 1628.:142 – 144 Heute dient das Rathaus als Archiv. Außerdem ist dort seit 1977 das Frankenstudio untergebracht.

#### Frankenstudio
Dieses beherbergt eine reichhaltige und pädagogisch wertvolle Sammlung zur regionalen Natur-, Landes- und Volkskunde. Es wurde von Andreas Pampuch ins Leben gerufen und enthält Staatsexamens- und Seminararbeiten zu Unterfranken und Kitzingen. Auch eine Sammlung von Büchern zum gleichen Thema mit rund 4000 Bänden sowie das reichhaltige Bildarchiv bildeten eine wertvolle heimatkundliche Quelle für interessierte Besucher.

#### St. Johannes
Von den christlichen Vorgängerbauten der heutigen Kirche St. Johannes oder St. Johannis: 136 – 140 ist nur wenig erhalten. Besonders bemerkenswert sind im Altarraum der Kirche das spätgotische Kruzifix aus der Zeit um 1500 und das Renaissance-Taufbecken. Die mittelalterliche Vorgängerkirche war durch die kriegerischen Auseinandersetzungen 1673: 45 ziemlich baufällig geworden.
Als die Bevölkerungszahl durch den Zuzug von Salzburger Emigranten und von Bürgern aus dem rekatholisierten Kitzingen erheblich anstieg, wurde die Kirche zu klein. Deshalb fanden durch den Hofarchitekten Steingruber 1747/48: 43 Umbauten im Markgrafenstil 33statt. Bis zur großen Renovierung 1956 stellte der Kanzelaltar in der Stirnwand die Einheit aus Wort und Sakrament optisch in den Mittelpunkt des Gotteshauses. Im Zuge der bedeutenden Umgestaltung wurde der alte, relativ kleine Chorraum freigelegt, nachdem die Orgelempore mit dem Kanzelaltar, das vordere Gestühl für Würdenträger und die zweiten Seitenemporen entfernt worden waren.

#### Friedhof
1510: 122 wurde der Friedhof an den Dorfrand verlegt und mit einer Steinmauer befestigt. Die Arkaden, welche ehemals die Sitzplätze für die Trauergemeinde schützten, mussten abgebrochen werden.:30 Nur der Pfarrer hat bei schlechten Witterungsverhältnissen bis heute einen kleinen Vorzug durch die freistehende Renaissance-Steinkanzel. Am Kanzelkörper befindet sich die Jahreszahl 1690. Nach dem Sterbebuch der Gemeinde wurde die Kanzel zur „Leichpredigt“ für die Ehefrau von Leonhard Adler zum ersten Mal am 6. Mai des gleichen Jahres genutzt.: 139 – 140
Ähnliche steinerne Kanzeln stehen auch in den nahen Orten Marktsteft und Mainbernheim.
Vor 1961:17 blieben die Toten bis zur Beerdigung im Trauerhaus. Dort wurden sie nach der Aussegnung von Trägern aus dem Bekanntenkreis abgeholt und in Begleitung der Trauergemeinde zum Friedhof geleitet. Dieser Brauch änderte sich mit dem Bau des Leichenhauses 1964. Es war mit Aussegnungs-, Geräte- und Kühlraum ausgestattet. Das Eingangsportal musste für den Neubau etwa fünf Meter zur Straße hin versetzt werden.
1981 brachte man neun Grabsteine:31 aus dem Friedhof und der Ummauerung in den Kirchgarten. Man versuchte, sie neben dem Turm unter kleinen Dächern vor weiterer Zerstörung durch Verwitterung zu schützen.

#### Historische Druckerwerkstatt
Die historische Druckerwerkstatt Officina historica beherbergt betriebsfähige Setzmaschinen und Druckmaschinen verschiedener Epochen, die auf Anfrage vorgeführt werden, sowie zahlreiche historische Exponate.

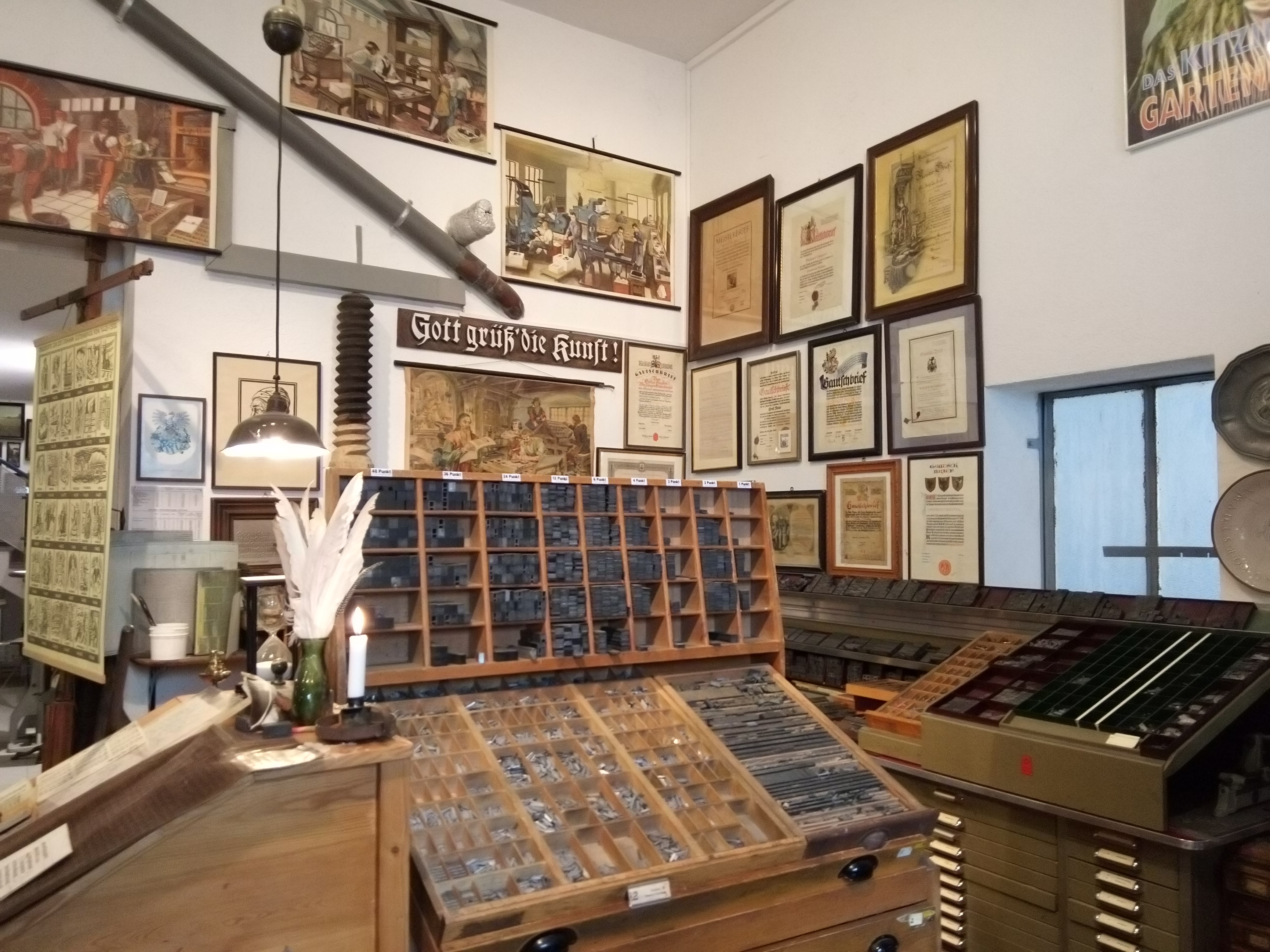
In der Druckwerkstatt

#### Dorfmühle
Die Sickershäuser Dorfmühle befand sich bis zu ihrer Stilllegung 1966 vor dem Mühltor und wurde als Wassermühle mit oberschlächtigem Mühlrad vom Sickersbach betrieben. Die heute hier befindlichen Bauten haben die Adresse Raiffeisenstraße 14. Erstmals erwähnt wurde die Dorfmühle im Jahr 1600. Sie wurde wohl zu Beginn des 17. Jahrhunderts von der Gemeinde errichtet, später an unterschiedliche Müller gegeben. So erwarb 1601 Hans Hilpert die Anlage für 1300 Gulden Kaufpreis. In den 1670er Jahren sind zwei Vertreter (Georg und Hans) der Familie Hecht hier nachweisbar.
Im Jahr 1730 hatte Johann Wilhelm Dappert aus Etwashausen die Mühle inne, die besonders als Kundenmühle für die Sickershäuser Bevölkerung betrieben wurde. Im Jahr 1751 gelangte Johann Michael Rauch aus Unterickelsheim an die Anlage. Anschließend kam die Mühle um 1789 an Johann Rauch, der die Dorfmühle zu Beginn des 19. Jahrhunderts an seinen Sohn Johann Jakob Rauch vererbte. Im Jahr 1857 besaß Johann Augustin Knorr aus Obernbreit die Mühle. Nach ihm war sein Sohn Johann Friedrich Knorr, dessen Sohn Johann August Knorr und anschließend Johann Georg Knorr ab 1942 die Mühle inne.
Als reine Getreidemühle war die Sickershäuser Dorfmühle mit zwei Mahlgängen ausgestattet, die das Brotgetreide in Mehl umwandelten. Ein weiterer Gerbgang trennte Dinkelkorn von Spelz. Nach dem Ersten Weltkrieg wurde die Dorfmühle als eine von zwei Anlagen entlang des Sickersbachs mit drei Walzenstühlen ausgestattet. Daneben rüstete man die Mühle mit einem vierteiligen Plansichter, einer Putz- und Schälmaschine, einer Bürstenmaschine, einer Grießputzmaschine und zwei Mahlmaschinen aus. Hierdurch ist die späte Stilllegung zu erklären.

### Sage
Ähnlich wie in Possenheim existiert auch in Sickershausen eine Sage über einen sogenannten Judenbrunnen:
Vor langer Zeit lebte ein Bauer in Sickershausen. Er war ein geiziger und roher Mann und lieh sich eines Tages von einem Juden eine große Menge Geld. Trotz mehrmaliger Ermahnung zahlte er das geliehene Geld nicht mehr zurück. Der Jude kam nach Sickershausen und drohte dem Bauern, ihn vor Gericht zu verklagen. Darüber geriet der Bauer in Zorn und erschlug den Juden. Der Sterbende sprach: „Wenn auch kein Mensch deine Tat sieht, so muss dich die Sonne verraten!“
Immer wenn nun die Sonne schien, lächelte der Bauer. Seine Frau bemerkte das, konnte aber den Grund nicht erkennen. Die Tat blieb verborgen und das Bauernpaar wurde älter und älter. Auf dem Sterbebett wollte der Bauer sein Gewissen erleichtern und erzählte seiner Frau nun alles ganz genau. Er hatte den Juden nach seiner Tat in einen Brunnen geworfen, der fortan von der Bevölkerung Judenbrunnen genannt wurde.

### Regelmäßige Veranstaltungen
- Sickershäuser Kinderfasching (immer Faschingssamstag)
- Maibaumstellen (30. April)
- Sickershäuser Weinfest (Juli)
- Hohlgrabenfest bis 2017 (August)
- seit 2018 findet der Sickerschoppen auf der Brücke zum Weinberg statt und löste das Hohlgrabenfest ab (August)
- Kirchweih (Oktober)

## Wirtschaft und Infrastruktur

### Weinbau
Sickershausen ist heute Weinbauort im Anbaugebiet Franken. Eine Weinlage existiert um das Dorf, der Wein wird seit den 1960er Jahren unter dem Namen Sickershäuser Storchenbrünnle vermarktet. Sickershausen ist Teil des Bereichs MainSüden, bis 2017 waren die Winzer im Bereich Maindreieck zusammengefasst. Die Muschelkalkböden um Sickershausen eignen sich ebenso für den Anbau von Wein, wie die Lage in der Maingauklimazone, die zu den wärmsten Deutschlands gehört. 
Bereits seit dem Frühmittelalter betreiben die Menschen um Sickershausen Weinbau. Die fränkischen Siedler brachten wohl im 7. Jahrhundert die Rebe mit an den Main. Im Mittelalter gehörte die Region zum größten zusammenhängenden Weinbaugebiet im Heiligen Römischen Reich. Die Menschen betrieben zumeist Nebenerwerbsweinbau zur Selbstversorgung, gleichzeitig bildeten sich bereits Exportzentren insbesondere entlang des Maines heraus. Der Brandenburgische Archivar wies in seinem 1761 erschienenen Jahrbuch auf guten Weinbau und regen Weinhandel in Sickershausen hin. Absatzmarkt war wohl das nahe Kitzingen.
Der Weinbau im Ort erlebte nach der Säkularisation zu Beginn des 19. Jahrhunderts einen umfassenden Niedergang. Vor allem klimatisch weniger begünstige Lagen gab man vollständig auf. Zusätzlich erschwerte das Aufkommen von Schädlingen wie der Reblaus den Anbau. Im Jahr 1856 gab es 250 Tagwerk Rebenanbau. 1868 war die Anbaufläche auf 152 Tagwerk geschrumpft.: 48 Vor der Bereinigung betrug 1968 die vorhandene Rebfläche 4,5 ha, jedoch waren nur 0,65 ha noch bestockt.: 45 Konsolidieren konnte sich die Weinbauregion Franken erst wieder in der zweiten Hälfte des 20. Jahrhunderts. Der Einsatz von Düngern und verbesserte Anbaumethoden hatten dazu ebenso beigetragen wie die Organisation in Genossenschaften und die Flurbereinigung der 1970er Jahre.
Im Jahr 1966 begann die fünf Jahre dauernde Weinbergs-Flurbereinigung am Klettenberg. In deren Folge wurde 1967 auch die Sickershäuser Weinlage „Storchenbrünnle“ mit einer Größe von ca. 7 ha angelegt. Gleichzeitig wurde in Sickershausen die erste Weinprinzessin gewählt, die ein bzw. zwei Jahre lang den Sickershäuser Wein repräsentiert. Der neuerliche Aufstieg zum Weinort war in Sickershausen auch mit der Ausrichtung eines Weinfestes verbunden, das einmal im Jahr Anfang Juli stattfindet.
| Weinlage        | Größe 1993 | Himmelsrichtung | Hangneigung | Hauptrebsorten | Großlage             |
| --------------- | ---------- | --------------- | ----------- | -------------- | -------------------- |
| Storchenbrünnle | 7 ha       | Südwesten       | 20–40 %     | Müller-Thurgau | Rödelseer Schloßberg |

### Musikvereine
- Gesangverein: Ein reiner Männergesangverein besteht seit 1914.
- Gospelchor Sicantiamo und Kinderchor Sickerstörchli: Auf Initiative von Manfred Stang, dem Vorsitzenden des Gesangvereins 1914 e. V., bildeten sich beide Chöre 2002[18]
- Posaunenchor: Auf Anregung von Andreas Wagner lieh sich der ehemalige Mainbernheimer Georg Herbst Instrumente von dort für alle Lernwilligen seines neuen Heimatortes. Damit war im Jahr 1925 der Posaunenchor gegründet.[11]:84, 85

## Persönlichkeiten
- Albert Daniel Mercklein (1694–1752), Pfarrer, Mathematiker und Physiker, Pfarrer in Sickershausen 1748–1752
- Christian Gottfried Daniel Nees von Esenbeck (1776–1858), Mediziner und Botaniker, heiratete am 19. August 1802 in Sickershausen Wilhelmine Luise Katharina von Ditfurth (1773–1803), machte Sickershausen in den Folgejahren zum zentralen Treffpunkt zahlreicher Wissenschaftler dieser Zeit
- Ernst Friedrich Berger (1814–1853), Botaniker, leitete ab 1847 eine Pflanzen-Tausch- und Verkaufsanstalt im ehemaligen Landgut von Christian Gottfried Daniel Nees von Esenbeck in Sickershausen
- Andreas Pampuch (1903–1983), Heimatpfleger, Pampuch gründete das Frankenstudio im alten Rathaus von Sickershausen
- Werner Brockmann (1908–verm. 1943), Pfarrer und Mitglied der Bekennenden Kirche, Pfarrer in Sickershausen 1937–1942